# Ikerasak Helistop
Ikerasak Helistop (IATA: , ICAO: BGIA) er en grønlandsk flyveplads beliggende i Ikerasak med et græs-stenlandingsområde med en radius på 15 m. I 2008 var der 380 afrejsende passagerer fra flyvepladsen fordelt på 99 starter (gennemsnitligt 3,84 passagerer pr. start).
Ikerasak Helistop drives af Mittarfeqarfiit, Grønlands Lufthavnsvæsen. Statens Luftfartsvæsen fører tilsyn med flyvepladsen.

## Eksterne links
- AIP for BGIA fra Statens Luftfartsvæsen Arkiveret 24. februar 2012 hos  Wayback Machine